# Ninomiya Kazunari
Ninomiya Kazunari (二宮和也 Ninomiya Kazunari, Nhị Cung Hoà Dã) (sinh ngày 17 tháng 6 năm 1983) là thành viên của Arashi, một boyband Nhật Bản được thành lập năm 1999 dưới sự quản lý của Johnny & Associates. Ninomiya tham gia Johnny & Associates từ năm 13 tuổi, ngày 19/6/1996 và kiên trì hoạt động không chỉ như là thành viên của Arashi mà còn là một diễn viên.

## Sự nghiệp
- Trước khi gia nhập Arashi, Nino là một diễn viên truyền hình. Song song với việc đi tour và biểu diễn cùng cả nhóm, Nino còn đóng phim truyền hình, quảng cáo và hát solo.
- Khi mới tham gia JE, Nino chỉ nhảy nền cho các senpai (đàn anh). Tuy nhiên Nino cũng nhanh chóng tỏ rõ tài năng ca hát, nhảy múa và diễn xuất. Nổi tiếng và được giới trẻ quan tâm từ vai diễn trong phim "Stand Up!", Nino cũng đã chứng tỏ được năng khiếu diễn xuất của mình khi là thành viên đầu tiên của JE tham gia một bộ phim điện ảnh Hollywood "Letters from Iwo Jima" của danh tài Clint Eastwood.

## Thông tin ngoài lề
- Nino là người thuận tay trái, tuy nhiên anh lại viết và chơi guitar bằng tay phải, cũng như đeo đồng hồ bên tay phải.
- Nino biết chơi nhiều loại nhạc cụ như guitar, bass, piano, trống và harmonica. Ngoài ra anh khá giỏi trong các môn thể thao.
- Nino là người âm trầm nhất Arashi, đôi khi anh chỉ thích ở nhà nghe nhạc, chơi nhạc cụ và sáng tác ca khúc chứ chẳng muốn ra ngoài đi chơi hay tham gia party. Nino tâm sự, lúc còn nhỏ, từ khi học mẫu giáo anh đã thích ở nhà chơi đồ chơi chứ không thích đến lớp, hồi đó mẹ anh đưa đến lớp là cả một cực hình vì mỗi lần Nino đều khóc rất lớn, đòi mẹ cho về nhà. Đến trường không thích chơi với các bạn lại thêm tính nhút nhát và cực kì ít nói, Nino từng bị bạn bè cho là "kẻ ngoại cuộc" vì không bao giờ chủ động làm quen với mọi người. Thế nhưng năm tháng trôi đi Nino càng cảm thấy nếu cứ tiếp tục xa cách với các bạn thì sẽ chẳng có ích lợi gì. Vậy là anh cố gắng cởi mở hơn trước, tìm cơ hội làm quen dần với các bạn.